# Edyta Dzieniszewska
Edyta Dzieniszewska, född den 5 maj 1986 i Augustów, Polen, är en polsk kanotist.
Hon tog bland annat VM-brons i K-1 1000 meter i samband med sprintvärldsmästerskapen i kanotsport 2013 i Duisburg.